# Jeep

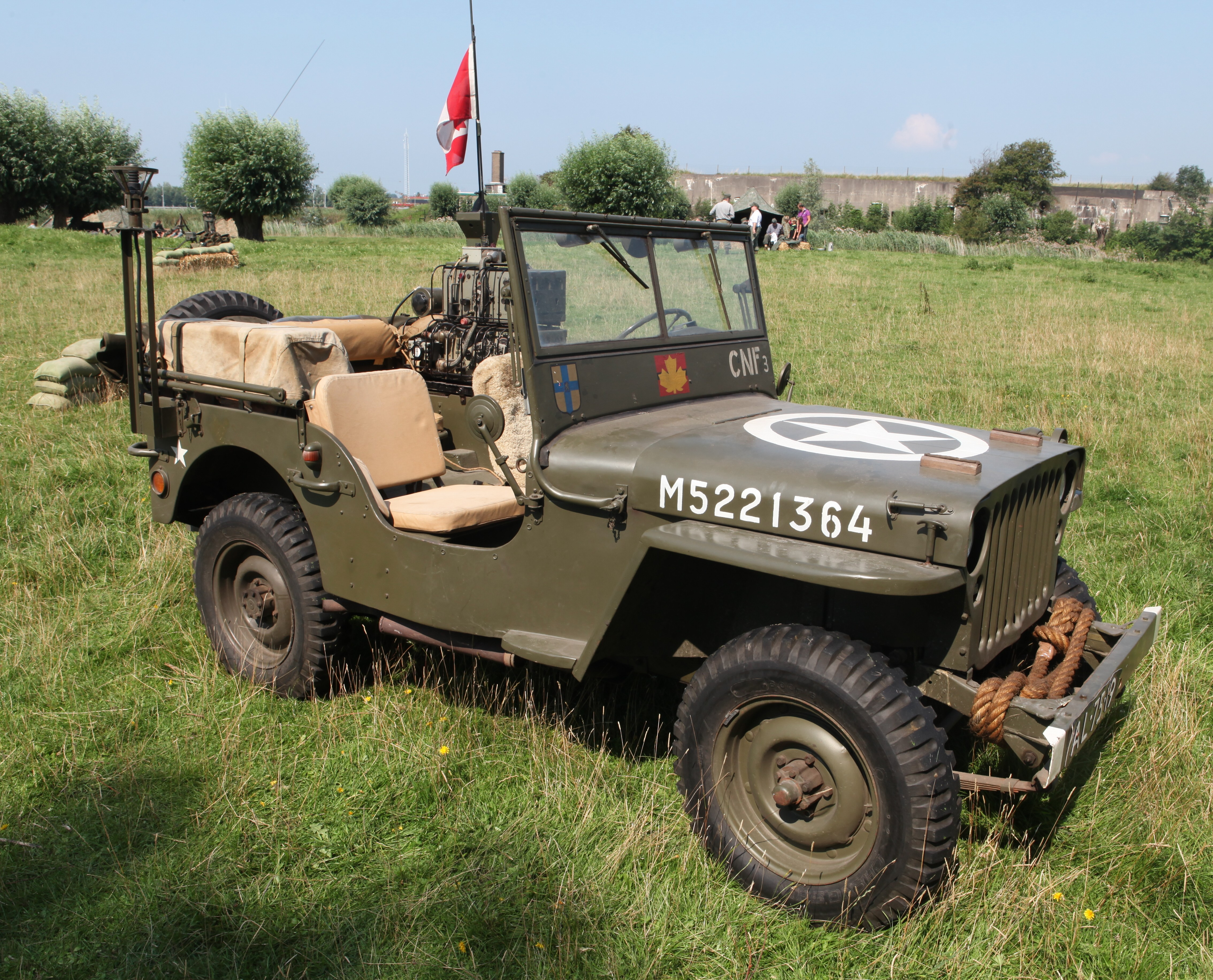
Willys Jeep

A Jeep (ejtsd: dzsip) egy amerikai autómárka, mely jelenleg a Stellantis tulajdonában van. Ez a legrégebbi terepjárógépkocsi-márka (a Land Rovert is megelőzve). Az eredeti Jeep a Bantam BRC prototípusából fejlődött ki, és a könnyű négykerék-hajtású gépjármű a második világháborúban és az utána követő években nagy népszerűségre tett szert, és elődje lett minden ilyen típusú gépkocsinak.
A Jeep szó eredetére több magyarázat létezik, a legelfogadottabb az, hogy a „GP” (ejtsd: dzsípí), for „Government Purposes” vagy „General Purpose” − kormányzati vagy általános célokra) szó kiejtett változatának átirásából származik.
Az évek során az eredeti Willys Jeepnek sok utódja készült el (ezt a vonalat a Wrangler típus viszi tovább), s újabb terepjárócsaládokkal (pl. Jeep Cherokee) is bővült a márka kínálata. A Jeep jellegzetes stílusjegyei, legfőképp a szögletes karosszéria, a szögletes sárhányók és a „frontgrill”, azaz a bordás hűtőrács azonban mind a mai napig visszaköszönnek szinte mindegyik Jeep modellen. A hűtőrács amúgy azóta szintén levédett márkajeggyé vált.
A „dzsip” szó az idők folyamán köznevesült (hasonlóan például a „rotring” szóhoz), és most már a terepjáró gépjármű szinonimájaként is használatos. Lásd még: Fajtanévvé vált védjegy

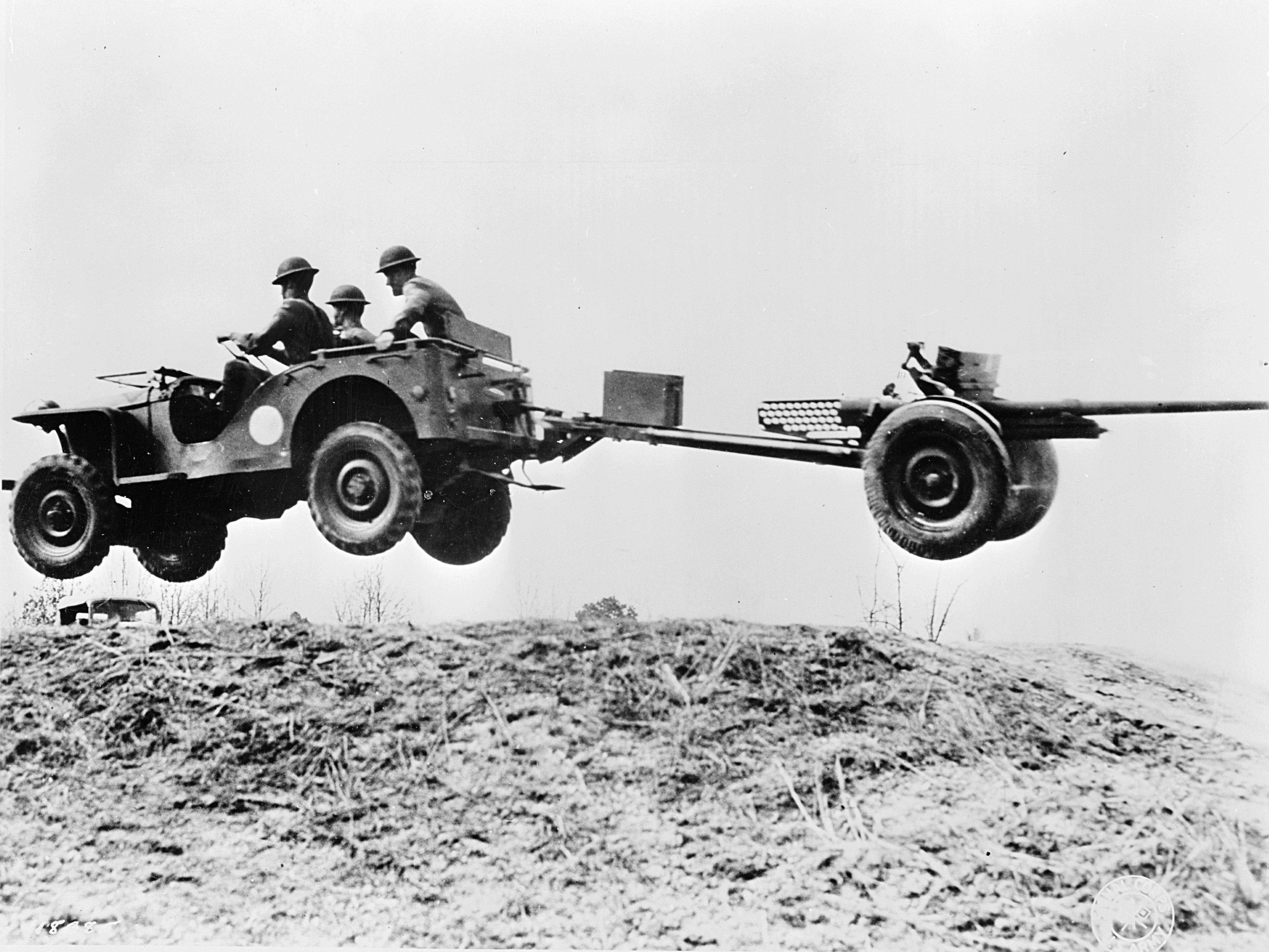
Az előd Bantam Jeep egy vontatott löveggel együtt „szökell” át könnyedén egy dombon a tesztelése során 1941-ben, Észak-Karolinában

## Modellpaletta
- Wrangler
- Wrangler Unlimited
- Patriot
- Compass
- Liberty
- Cherokee (5 generáció: SJ, XJ, KJ, KK, KL)
- Grand Cherokee
- Grand Cherokee SRT8
- Renegade
- Commander
- Jeep Avenger EV